# Кангас-дель-Нарсеа
Кангас-дель-Нарсеа (ісп. Cangas del Narcea) — муніципалітет в Іспанії, у складі автономної спільноти Астурія. Населення — 14 589 осіб (2009).
Муніципалітет розташований на відстані близько 390 км на північний захід від Мадрида, 60 км на захід від Ов'єдо.
Муніципалітет складається з таких паррокій: Адралес, Агуера-дель-Кото, Амбрес, Бергаме, Бергуньйо, Бесульйо, Бімеда, Кангас-дель-Нарсеа, Карбальйо, Карседа, Кастаньєдо, Сібеа, Сібуйо, Коріас, Кото, Куерас, Ентревіньяс, Фуентес-де-Корбейро, Хедрес, Хенестосо, Хільйон, Харселей, Ларна, Ларон, Лейтар'єгос, Лімес, Лінарес-дель-Асебо, Маганес, М'єльдес, Монастеріо-де-Ермо, Лас-Монтаньяс, Нав'єго, Носеда-де-Ренгос, Обальйо, Обанка, Онон, Піньєра, Порлей, Посада-де-Ренгос, Ла-Регла-де-Перандонес, Сан-Хуліан-де-Арбас, Сан-Мартін-де-Сьєрра, Сан-Педро-де-Арбас, Сан-Педро-де-Кольєма, Сантьяго-де-Сьєрра, Тайнас, Тебонго, Тронес, Вега-де-Ренгос, Вегалагар, Вільясібран, Вільялаес, Вільярменталь, Вільятехіль.

## Демографія
Динаміка населення (INE ):

## Галерея зображень

Розташування муніципалітету
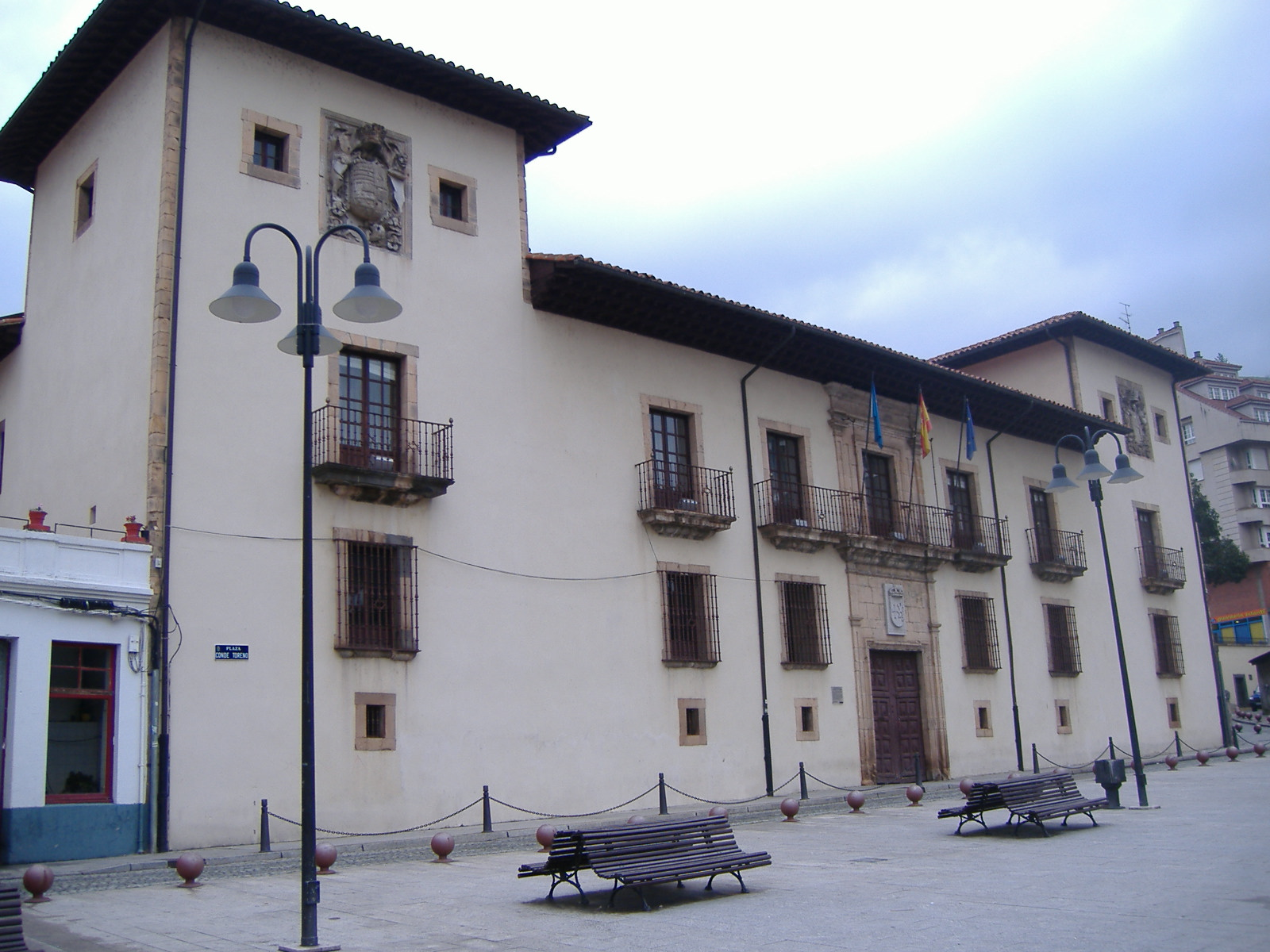
Муніципальна рада
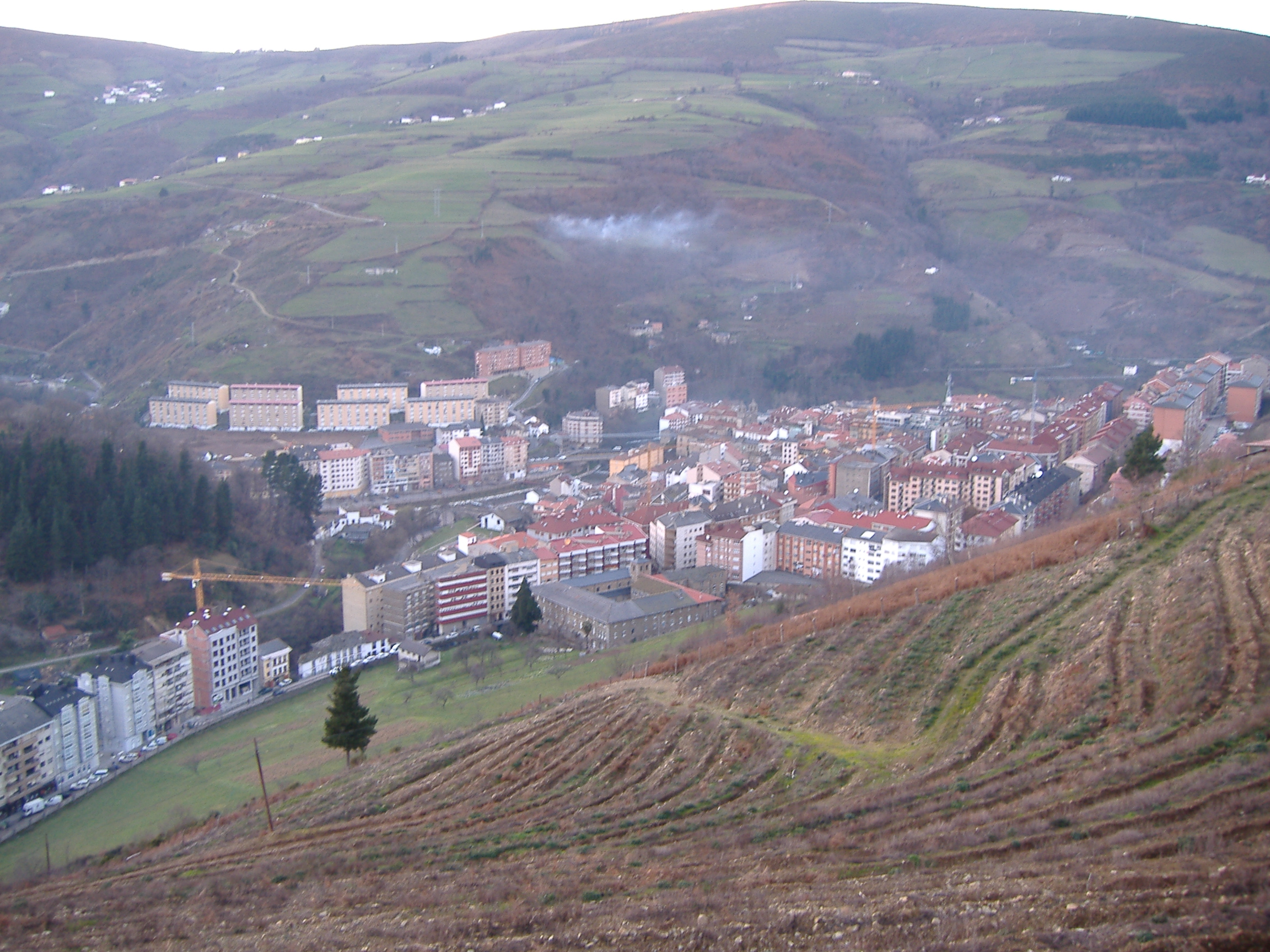
Панорама міста Кангас
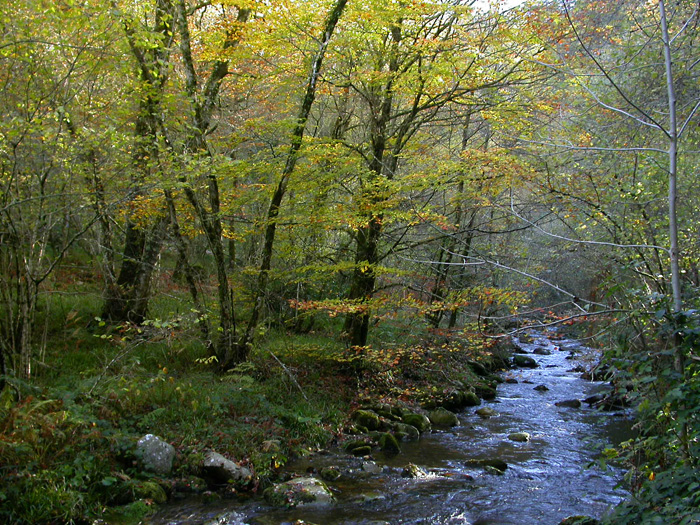
Річка Муньєльйос